# يوسف ولي
يوسف ولي (بالإنجليزية: Yusuf Lule)‏ (و. 1912 – 1985 م) هو سياسي من أوغندا ولد في كامبالا. كان رئيسًا مؤقتًا لأوغندا في الفترة من 13 أبريل إلى 20 يونيو 1979.

## روابط خارجية
- يوسف ولي على موقع الموسوعة البريطانية (الإنجليزية)
- يوسف ولي على موقع مونزينجر (الألمانية)